# Янко-Триницкая, Надия Александровна
Надия Александровна Янко-Триницкая (укр.  Надія Олександрівна Янко-Триницька, 1908, Полтава — 1987) — советский лингвист, специалист в словообразовании, доктор филологических наук, профессор. Научный сотрудник отдела современного русского языка Института русского языка РАН им В. В. Виноградова (1958—1974).
Сестра А. А. Янко-Триницкого.

## Публикации
- Возвратные глаголы в современном русском языке. М., 1962;
- Русская морфология. М., 1982;
- Словообразование в современном русском языке. М., 2001.